# قلعه نابر
قلعه نابر مربوط به دوره سلجوقیان است و در شهرستان کاشان، بخش برزک، شهر برزک، جاده کاشان، برزک، ۱۵ کیلومتری شهر برزک واقع شده و این اثر در تاریخ ۲۲ آبان ۱۳۸۶ با شمارهٔ ثبت ۱۹۸۵۰ به‌عنوان یکی از آثار ملی ایران به ثبت رسیده است.